# Aimerico I di Narbona
Aimerico I, Eimeric in catalano e Aimery in spagnolo (verso la metà dell'XI secolo – Terra santa, 1105 circa), è stato un nobile franco, visconte di Narbona dal 1077 fino alla sua morte.

## Origine
Aimerico, sia secondo la Gran enciclopèdia catalana - vescomtat de Narbona, che secondo Thierry Stasser, nel suo La maison vicomtale de Narbonne aux Xe et XIe siècles, Annales du Midi era figlio del Visconte di Narbona, Berengario I, e della moglie Fede di Rouergue, figlia del conte di Rouergue, Ugo I, e della moglie, Fede di Cerdanya.

Bernardo di Narbona, sia secondo l'albero genealogico della Gran enciclopèdia catalana - vescomtat de Narbona, che secondo Thierry Stasser, nel suo La maison vicomtale de Narbonne aux Xe et XIe siècles, Annales du Midi era figlio del Visconte di Narbona, Berengario I, e della moglie Garsenda di Besalu, che, secondo il documento n° 179, delle Preuves de l'Histoire générale de Languedoc: avec des notes et les pièces, Volume 5, era figlia di Toda di Provenza (Garsindem filia quæ fuit Totæ comitissæ).

## Biografia
Di Aimerico si hanno poche notizie.

La penisola iberica con a nord la viscontea di Narbonaa verso la metà dell'XI secolo

Aimerico, sia secondo la Gran enciclopèdia catalana - vescomtat de Narbona, che secondo Thierry Stasser, nel suo La maison vicomtale de Narbonne aux Xe et XIe siècles, Annales du Midi, viene citato come visconte di Narbona e come successore e figlio di Bernardo.
Suo padre, Bernardo, governò la viscontea per una decina d'anni e probabilmente morì nel 1077, in quanto in quella data, non viene citato nel documento n° 327 delle Preuves de l'Histoire générale de Languedoc: avec des notes et les pièces, Volume 5, inerente a una donazione all'abbazia di Cluny, fatta da sua moglie, Fede (Vicecomitissa Narbonæ nomine Fidis).

Aimerico, figlio primogenito, gli succedette come Aimerico I di Narbona, sebbene nei primi anni di governo fu affiancato dallo zio, Pietro, vescovo di Rodez e arcivescovo di Narbona, citato come visconte (domnus Petrus electus atque patronus eiusdem ecclesie et vicecomes Narbonensis), mentre Aimerico viene citato come nipote di Pietro (Aymericus nepos præscripti Petri), come conferma il documento n° 339 delle Preuves de l'Histoire générale de Languedoc: avec des notes et les pièces, Volume 5, datato 1080.

Ancora nel documento n° 341 delle Preuves de l'Histoire générale de Languedoc: avec des notes et les pièces, Volume 5, inerente a una donazione all'abbazia San Paolo di Narbona, fatta dallo zio Pietro, sempre nel 1080, in cui Aimerico viene citato coi fratelli, Ugo e Berengario (Petrus electus primæ sedis Narbonæ et Aymericus et Ugo et Berengarius fratres, nepotes mei).
Ancora nel 1089, in una donazione alla cattedrale di Narbona in suffragio della anime del padre e dei nonni (patris mei Berengarii et matris meæ Garsindis et fratris mei Bernardi Berengarii patris Aymerici præscripti), Aimerico viene accomunato allo zio Pietro, vescovo di Rodez (Petrus Rutenensis episcopus et nepos meus Aymericus).
Nel 1100 circa, secondo il documento n° V dei Documents historiques, bas-latins, provençaux et français : concernant principalement la Marche et le Limousin. Tome 1, in procinto di partire per la Terra Santa (volo ire ad sanctum sepulcrum domini), Aimerico (Aimericus, gracia Dei vicecomes Narbone) con la moglie, Matilde (uxor mea Mealtis) ed i figli (filiorum eius), fece una donazione all'Abbazia di San Marziale, di Limoges.
Per la Terra santa, Aimerico partì dopo il 1003, in quanto, secondo due documenti delle Preuves de l'Histoire générale de Languedoc: avec des notes et les pièces, Volume 5, negli anni seguenti fu ancora presente nella sua viscontea:
- nel 1102, secondo il documento n° 411.I, inerente a una donazione del figlio monaco, Berengario (Berengarii monachi Sancti Pontii), assieme a tutta la famiglia, il padre, Aimerico, la madre Matilde ed i fratelli, Aimerico, Guiscardo e Bernardo (patris sui domini Haymerici vicecomitis Narbonensis et uxoris eius nomine Matta filiorumque eorum nomine Aymericus, Giscardus et Bernardus)[10].
- nel 1103, secondo il documento n° 417, riguardante una donazione in favore del figlio, Berengario (Berengarii filii nostri), fatta da Aimerico (Aymericus Dei gratia vicecomes Narbonensis), con la moglie Matilde ed i figli, Aimerico, Guiscardo e Bernardo (cum uxore mea nomine Mahalda et filiis nostris nomine Aymericus, Guiscardus et Bernardus)[11].

Aimerico morì in Terra santa, verso il 1105 e gli succedette il figlio primogenito, Aimerico.

## Matrimonio e discendenza
Aimerico, tra il 1085 ed il 1087, secondo la Gran enciclopèdia catalana - vescomtat de Narbona, aveva sposato la vedova del conte Raimondo Berengario II di Barcellona, Matilde di Puglia, in Catalogna chiamata Mafalda (Mahalta), che, secondo il cronista attivo in Italia in epoca normanna, a cavallo tra la fine del secolo XI e l'inizio del secolo XII, Guglielmo di Puglia, nel suo Gesta Roberti Wiscardi era la figlia primogenita del duca di Puglia e Calabria e conte di Sicilia, Roberto il Guiscardo (anche l'Ex Gestis Comitum Barcinonensium ci conferma che era figlia del Guiscardo) e della principessa longobarda, Sichelgaita di Salerno.

Aimerico dalla moglie Matilde o mafalda ebbe quattro figli:
- Aimerico († 1134), Visconte di Narbona[12];
- Bernardo († dopo il 1103)[11];
- Guiscardo († dopo il  1103)[11];
- Berengario († 1162), prima monaco presso l'Abbazia di Saint-Pons-de-Thomières[11], poi abate a Lagrasse ed infine arcivescovo di Narbona, come conferma la Gallia Christiana: In Provincias Ecclesiasticas Distributa, volume VI[16].

### Fonti primarie
- (LA)  Histoire générale de Languedoc avec notes et pièces justificatives, Volume 5.
- (LA)  Rerum Gallicarum et Francicarum Scriptores, tomus XII.
- (LA)  Monumenta Germaniae Historica, Scriptores, Tomus IX.
- (LA)  Documents historiques, bas-latins, provençaux et français : concernant principalement la Marche et le Limousin. Tome 1.
- (LA)  Gallia Christiana: In Provincias Ecclesiasticas Distributa.

### Letteratura storiografica
- (FR)  Thierry Stasser, "La maison vicomtale de Narbonne aux Xe et XIe siècles", Annales du Midi, v. 204, 1993.